# Уилям Пол Йънг
Уѝлям Пол Йънг (на английски: William Paul Young) e канадски писател, добил популярност с романа си „Колибата“.

## Биография
Уилям П. Йънг е роден на 11 май 1955 г. в Гранд Прери (Канада). Ранното си детство прекарва в планинските земи на Западна Нова Гвинея, сред племето дани. Родителите му са християнски мисионери. Уилям е най-голямото от 4-те им деца. Семейството му е било сред първите бели, което племето, намиращо се в технологично отношение още в каменната ера, вижда. Дани стават нещо като второ семейство за Уилям. Той е и първия бял човек, който научава езика им. Постъпва в интернат на 6 г.

## Романът „Колибата“
Първоначално романът „Колибата“ бива замислен като подарък за приятели. Уилям П. Йънг бива окуражен от съпругата си да опише за техните шест деца своето виждане за Бог и изцелението си, което преживява като възрастен. Романът бива отпечатан първоначално в 15 екземпляра, от които Уилям подарява няколко на най-близките си приятели. Двама от тях го окуражават да публикува романа в по-голям тираж и му помагат да го преработи. След като получава отказ от 26 издателства, Уилям и приятелите му създават собствено издателство „Windblown Media“, чрез което публикуват „Колибата“. За реклама успяват да отделят едва 300 долара. Мълвата за книгата се разнася от уста на уста и през 2008 година „Колибата“ става бестселър на Ню Йорк Таймс и води класацията за най-продавана книга (художествена литература) в САЩ в периода януари – ноември 2008 г..

## Произведения

### Самостоятелни романи
- The Shack (2007)
Колибата, изд.: ИК „Хермес“, София (2011), прев. Валентина Атанасова-Арнаудова
- Cross Roads (2012)
Кръстопът, изд.: ИК „Хермес“, София (2013), прев. Ангелин Мичев
- Eve (2015)
Ева, изд.: ИК „Хермес“, София (2016), прев. Снежана Милева

### Документалистика
- The Shack: Reflections for Every Day of the Year (2012)
- Cross Roads Reflections (2013)
- The Shack: Healing for Your Journey Through Loss, Trauma, and Pain (2016)
- Lies We Believe About God (2017)[5]